# Daloa
Daloa – miasto w południowo-zachodniej części Wybrzeża Kości Słoniowej, ośrodek administracyjny departamentu Daloa. Trzecie pod względem liczby mieszkańców miasto kraju (po Abidżanie i Bouaké). Miasto jest obsługiwane przez port lotniczy Daloa. 
W mieście rozwinął się przemysł spożywczy oraz drzewny.

## Miasta partnerskie
- Pau
- Campinas